# 九三式陸上攻撃機
三菱 G1M 九三式陸上攻撃機
- 用途：陸上攻撃機
- 設計者：松原元、由比直一
- 製造者：三菱航空機
- 運用者：大日本帝国海軍
- 生産数：11機あるいは14機
- 運用状況：退役

九三式陸上攻撃機（きゅうさんしきりくじょうこうげきき）は、日本海軍の陸上攻撃機。設計・製造は三菱航空機。当初は双発の艦上攻撃機として開発されたが、後に陸上機とされた。日本海軍最初の大型陸上双発機であったが、少数の生産で終わった。海軍における記号はG1M1、三菱社内における記号は3MT5/3MT5A。

## 概要
1923年（大正12年）に成立したワシントン海軍軍縮条約の結果、日本海軍がそれまで抱いていた排水量1万2,500 t級の正規航空母艦建造の計画が覆り、さらに規模の大きな2万6,900 tの航空母艦「赤城」「加賀」が昭和2年から3年にかけて竣工することになった。こうした大型航空母艦が実現したことにより、従来考えられていた艦上機の規模を上回る大型の機体を艦上で運用できる可能性が生まれた。そこで海軍は1 tの魚雷または爆弾を搭載できる双発攻撃機の開発を計画し、1929年（昭和4年）12月、三菱に対し試作を発注した。三菱では当時イギリスから招聘中のブラックバーン社ペティ技師の指導の元、松原元、由比直一両技師を設計担当とした。しかし、海軍はこの設計には欠陥があると判定し、再計画が促されたため開発が遅延し、1932年（昭和7年）になってようやく試作第1号機が完成させられた。本機は、全幅が20 m近く、総重量は6 t以上の大型の複葉機で、エンジンは国産初の14気筒発動機A-4（後の金星旧型）を搭載していた。また、「赤城」「加賀」の艤装を改造することなく艦上で運用することが要求されていたため、寸法を極力従来機に合わせるべく主翼の折りたたみ機構をもっていた。
テストをしてみたところ、方向安定性が不足している上、エンジンが機体の重量と比べてアンダーパワー気味であった。また、機体が大きいため空母で運用するには不都合な点が多いことが判明した。そこで、海軍では改修を指示するとともに、本機を艦上で運用することを諦め、九三式陸上攻撃機として採用することにした。
しかし、改修に長期間かけている内に本機は旧式化してしまい、高性能の九試陸上攻撃機(後の九六式陸上攻撃機)の実用化に目処がついたため生産機数は試作機を含めて11機（14機という説もあり）に留まった。生産機は館山海軍航空隊に配備され、双発機用の訓練機として利用された。

## 問題点
九三式陸攻は大型航空母艦用の大型双発艦上機を目的とした機だったが、艦載の実用の域に達せずに姿を消した。このような大型艦上機が設計された理由は、このころの連合艦隊が要望していた要求仕様が「艦上攻撃機は数トンの爆弾を搭載して数時間の航続時間をもつべき」とされたからだった。当時、この要求で設計してみると、航空母艦搭載機数が減ってしまう双発機でなければ実現できず、しかも複葉式でなければ実現できなかった。
設計は、帰国した英国人技師が三菱に残していった車輪式の双発複葉陸上機設計に従い、全幅22 m、全長15 mの大型機が試作された。翼は折りたためるが、はたして航空母艦の艦上機として使えるのか疑問がもたれた。大きすぎる、といわれ大きさを切り貼りして改造してみたが飛行特性が不良となり、結局やむを得ず元の設計に戻した。相当の検討をした基礎設計を、引き継いだ若い国内設計者が原設計者に相談もせず、大した深い考えもなく簡単に設計変更し似て非なるものをでっちあげて失敗し、結局元に戻したことになり、海軍では以後、ユーモラスな教訓として話題にされた。
この機に装備されたエンジンにも問題があった。搭載されたエンジンは三菱「金星」旧型であり（のちのA-8系列の「金星」とは別のもの）1度飛行すると油の中から引き揚げたように一面に油をかぶる厄介千万なエンジンだった。この機体にこのエンジンでは到底、航空母艦への艦載には実用困難と考えられ、取扱いが「ハンディではない」という理由で20機未満が生産されただけで打ち切られた。

## スペック
- 全長:12.80 m
- 全幅:19.20 m（主翼は後方に折畳み可能）
- 全備重量:6,350 kg
- エンジン:三菱A-4 空冷星型14気筒 640 hp
- 最大速度:240 km/h
- 航続距離:1,420 km
- 武装:
  - 7.7mm機銃×3
  - 魚雷または爆弾800 kg
- 乗員:3～5名